# Centropogon verbascifolius
Centropogon verbascifolius är en klockväxtart som först beskrevs av Karel Presl, och fick sitt nu gällande namn av Henry Allan Gleason. Centropogon verbascifolius ingår i släktet Centropogon och familjen klockväxter. Inga underarter finns listade i Catalogue of Life.